# Aeroporto di Krems
Il campo d'aviazione di Krems (IATA: nessuno, ICAO: LOAG) è un aeroporto austriaco aperto al pubblico civile, situato nel villaggio di Gneixendorf  vicino alla città di Krems sul Danubio nella Bassa Austria. Viene utilizzato per il volo a motore, e per il volo degli ultraleggeri, alianti, per la pratica del paracadutismo e per il volo di aeromodelli.
Viene gestito dall'Union Sportfliegerclub Krems. L'aeroporto ha una pista di atterraggio asfaltata ed una pista in erba per le operazioni di volo a vela.

## Storia
L'aeroporto è stato costruito nell'ex sito del campo per prigionieri di guerra STALAG XVII B. Dopo la guerra, il campo fu livellato e venne costruita una pista d'erba. 
Nel 1969 la città di Krems acquistò il campo d'aviazione e fece costruire una pista in asfalto e quattro hangar di 2.500 metri quadrati di superficie coperta. Inoltre, furono edificati una torre completamente finestrata e un ristorante.

## Utilizzi
Insieme al volo a vela, al volo a motore, al volo degli ultraleggeri, degli alianti, per la pratica del paracadutismo e per il volo di aeromodelli; il campo di aviazione è correntemente utilizzato da aerei usati nella lotta alla grandine, a protezione dei vigneti circostanti il territorio.